# Condição de Hölder
Em matemática, uma função a valores reais f sobre {\displaystyle R^{n}} satisfaz a condição de Hölder, ou é Hölder contínua, quando existem constantes reais não-negativas C, {\displaystyle \alpha }, tais que, {\displaystyle \forall x,y\in \mathbf {R} ^{n}},
{\displaystyle |f(x)-f(y)|\leq C|x-y|^{\alpha }.}
Esta condição se generaliza para funções entre dois espaços métricos quaisquer. O número {\displaystyle \alpha } é chamado de expoente da função que satisfaz a condição de Hölder. Se {\displaystyle \alpha =1}, então a função satisfaz a condição de Lipschitz. Se {\displaystyle \alpha =0}, a função é apenas limitada.
Espaços de Hölder que consistem de funções que satisfazem a condição de Hölder permeiam áreas da análise funcional relevantes à resolução de equações diferenciais parciais. O espaço de Hölder {\displaystyle C^{n,\alpha }(\Omega )}, onde {\displaystyle \omega } é um subconjunto aberto de algum espaço euclidiano, consiste daquelas funções cujas derivadas até ordem n são Hölder contínuas com expoente {\displaystyle \alpha }. Desta forma, temos um espaço vetorial topológico, com a seminorma: {\displaystyle |f|_{C^{0,\alpha }}=\sup _{x,y\in \Omega }{\frac {|f(x)-f(y)|}{|x-y|^{\alpha }}},}
e para {\displaystyle n\geq 0,}
{\displaystyle \|f\|_{C^{n,\alpha }}=\|f\|_{C^{n}}+\max _{|\beta |=n}|D^{\beta }f|_{C^{0,\alpha }}}
onde  β varia segundo a notação de multi-índices, e
{\displaystyle \|f\|_{C^{n}}=\max _{|\beta |\leq n}\sup _{x\in \Omega }|D^{\beta }f(x)|}.

## Propriedades
- As folhas invariantes de um difeomorfismo parcialmente hiperbólico suave variam Hölder continuamente.